# Феркович, Перослав
Перослав Феркович (хорв. Peroslav Ferković; 26 апреля 1903, Загреб, Транслейтания — 11 января 1982, Загреб) — югославский легкоатлет, выступавший в десятиборье. Участник летних Олимпийских игр 1924 и 1928 годов.

## Биография
Перослав Феркович родился 26 апреля 1903 года в австро-венгерском городе Загреб (сейчас в Хорватии).
Выступал в легкоатлетических соревнованиях за ХАШК из Загреба.
В 1924 году вошёл в состав сборной Югославии на летних Олимпийских играх в Париже. В десятиборье занял 18-е место, набрав 5517,9250 очка и уступив 2912,85 очка завоевавшему золото Гарольду Осборну из США.
В 1928 году вошёл в состав сборной Югославии на летних Олимпийских играх в Антверпене. Был заявлен в прыжках с шестом, но не вышел на старт.
Умер 11 января 1982 года в Загребе.